# Jüdischer Friedhof (Eltville am Rhein)

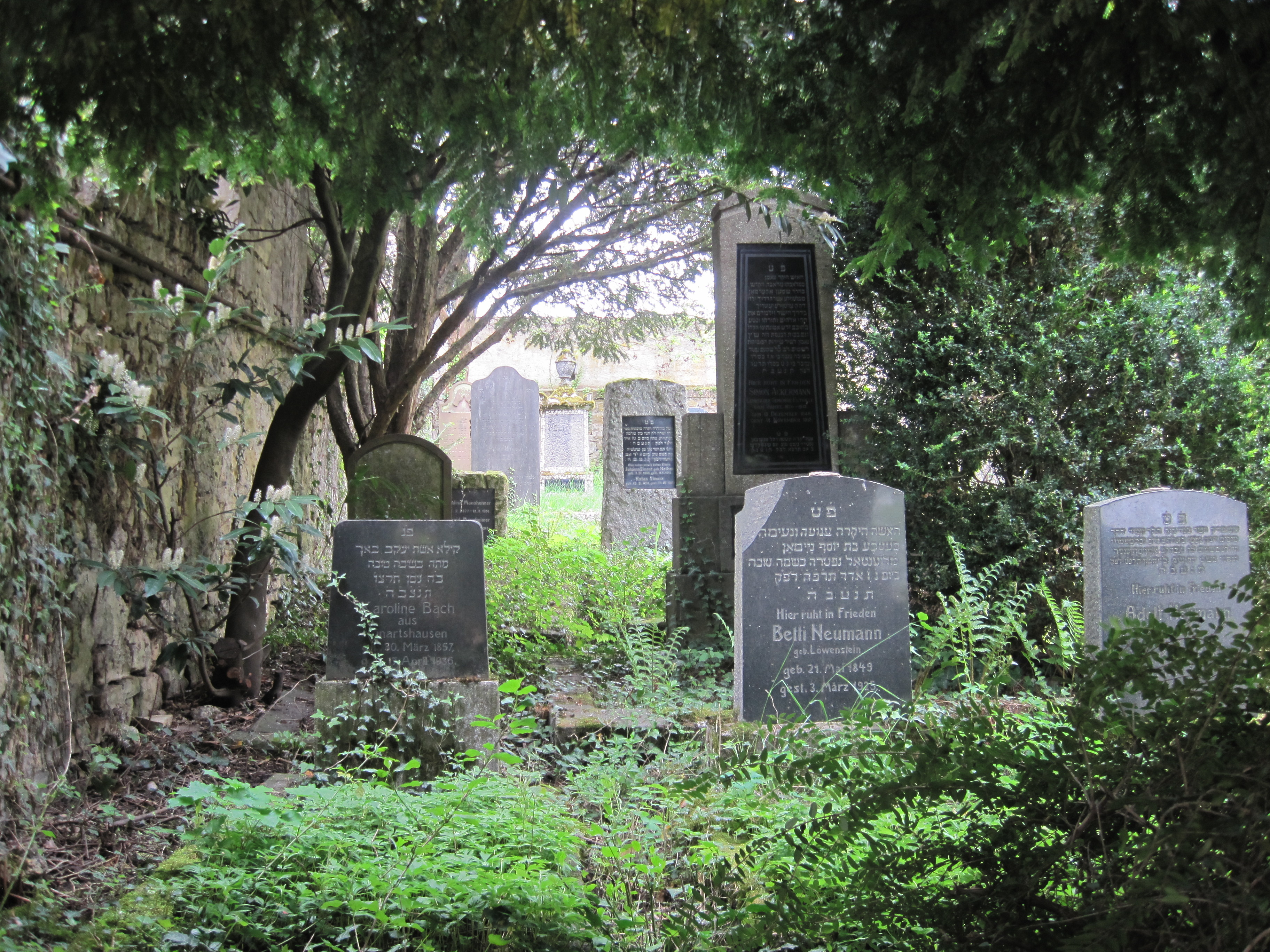
Jüdischer Friedhof Eltville

Der Jüdische Friedhof Eltville befindet sich in Eltville am Rhein im Rheingau-Taunus-Kreis in Hessen. Er liegt in der Schwalbacher Straße inmitten des kommunalen Friedhofes.

## Geschichte
Nachdem die jüdischen Gemeindemitglieder zunächst auf dem Jüdischen Friedhof Oestrich beigesetzt wurden, konnte 1896/97 ein eigener jüdischer Friedhof in Eltville angelegt werden. Dieser wurde am 11. November 1897 aus Anlass einer Beerdigung durch Bezirksrabbiner Silberstein aus Wiesbaden eingeweiht. Die Friedhofsfläche umfasst 5,71 ar, es existieren ungefähr 30 Grabsteine.